# Denair (Californie)
Denair est une census-designated place du comté de Stanislaus, dans l'État de Californie, aux États-Unis,. En 2020, elle compte une population de 4 865 habitants.